# Julia Hamari
Dans le nom hongrois Hamari Julia, le nom de famille précède le prénom, mais cet article utilise l’ordre habituel en français Julia Hamari, où le prénom précède le nom.
Julia Hamari, née le 21 novembre 1942 à Budapest, est une mezzo-soprano et alto hongroise de niveau international, active tant à l'opéra qu'au concert. Elle enseigne aussi le chant scolaire à Stuttgart.

## Parcours professionnel
Elle reçoit sa formation vocale à Budapest auprès de Fatime Martins et Jenő Sipos. Elle étudie à l'Académie de musique Franz-Liszt et y obtient un double diplôme de chanteuse et de professeur de chant. En 1964, elle remporte le Concours international Erkel de chant à Budapest et, de ce fait, elle put poursuivre ses études à l'Université d’État de Musique et des Arts de Stuttgart jusqu'en 1966.
En 1966, elle fait ses débuts comme soliste à Vienne en interprétant des œuvres de Bach : la Passion selon saint Matthieu avec Karl Richter comme chef d'orchestre en collaboration avec Teresa Stich-Randall, Peter Schreier, Hermann Prey et Ernst Schramm Gerold.

En 1972, elle est soliste dans le Gloria (Vivaldi) et le Stabat Mater (Rossini) avec l'Orchestre symphonique de Chicago.